# Alexei Koșelev
Alexei Koșelev (19 november 1993) is een Moldavisch-Russisch voetballer die als doelman speelt. Hij is Moldavisch international. Hij is een zoon van voormalig doelman Vasile Koșelev.

## Clubcarrière
Koșelev doorliep de jeugdopleiding van FC Zimbru Chisinau en debuteerde bij CF Găgăuzia. Nadat hij bij enkele kleinere clubs in Moldavie gespeeld had, stond hij de eerste helft van 2014 onder contract bij het Russische Koeban Krasnodar. Hij vervolgde zijn loopbaan bij FC Saxan en via FC Tiraspol kwam hij medio 2015 bij Sheriff Tiraspol. Daar werd hij een vaste basisspeler en met de club won hij tweemaal de Divizia Națională (2016 en 2017), de beker (2017) en tweemaal de Supercup (2015 en 2016). In het seizoen 2017/18 speelde Koșelev in Roemenië voor CSM Politehnica Iași. In juli 2018 ondertekende hij een driejarig contract bij het Nederlandse Fortuna Sittard. Hij was twee seizoenen de eerste doelman van de club in de Eredivisie maar verloor aan het begin van het seizoen 2020/21 zijn plaats aan Yanick van Osch. Op 1 maart 2021 werd bekend dat Koșelev zich gaat verbinden aan het Japanse Júbilo Iwata dat uitkomt in de J2 League. Per april 2021 ging hij naar Japan. Daar veroverde hij nooit een vaste plaats in het elftal. In februari 2023 ging hij naar het Griekse PAS Lamia.

## Interlandcarrière
In 2015 werd Koșelev voor het eerst geselecteerd voor het Moldavisch voetbalelftal. Hij debuteerde op 17 januari 2017 in een vriendschappelijke wedstrijd tegen Qatar (1-1) waarin hij de eerste helft speelde.